# Vera Arruda
Vera Ítala Leão Rego de Arruda (Palmeira dos Índios, 9 de julho de 1966 — São Paulo, 30 de julho de 2004), conhecida como Vera Arruda, foi uma estilista brasileira.

## Vida pessoal
Cursou todo o ensinou fundamental e médio em Palmeira dos Índios. Em 1986, aos 20 anos, foi eleita Miss Alagoas, o que a levou a participar do concurso Miss Brasil 1986 realizado em São Paulo.
Foi casada com João Luiz Araújo, com quem teve uma filha, Maria João, que atualmente mora em Salvador, na Bahia, com seu pai e dois avós.

## Carreira
Sua vida como artesã iniciou fazendo bijuterias que vendia para as suas amigas. Desde criança, ela própria desenhava suas roupas e as de suas amigas. Vera herdou da avó o hábito de desenhar as próprias roupas e contratar costureiras-modistas para executá-las. Foi artista plástica e vitrinista até que resolveu se mudar para (São Paulo, em 1997, em busca de seu sonho. Em 1998 resolveu participar do Phytoervas Fashion Awards, evento seminal que daria origem ao São Paulo Fashion Week, sendo escolhida a melhor estilista do evento. Logo em seguida foi convidada para estudar no Studio Berçot, em Paris, e começou a desenvolver acessórios para grifes como Ellus e Rosa Chá, e roupas para socialites. Sua maior incentivadora era Adriane Galisteu. Nos últimos anos, fez figurinos para artistas como Ivete Sangalo, Astrid Fontenelle, Margareth Menezes e Xuxa, entre outras.
A estilista desenvolvia um trabalho tipicamente brasileiro com patchwork de tecidos nobres, bordados, pedrarias e flores, muitas flores. Nos anos 90 foi a primeira estilista a resgatar o nacionalismo criando um vestido de franjas com a bandeira do Brasil. Entre suas criações, encantaram o Vestido Brasil, feito em linha de seda amarrada à tela de filé com nós de tapeçaria, criado para o desfile Phytoervas Fashion Alwards de 1998. Sua imagem foi usada na abertura do evento Semana Brasileira de Moda em Nova Iorque e foi eleito a melhor peça de moda de 1998. Fez também um trabalho que recebeu destaque especial, o Vestido Gravata (1996), executado com gravatas do pai (Silvio Arruda), do avô (Gastão Leão Rêgo) e do também alagoano Aurélio Buarque de Holanda, além de outras adquiridas em feiras de antiguidade.

## Falecimento
Por três semanas ficou internada no Hospital Universitário Oswaldo Cruz, em São Paulo. Em 2003 ela havia extirpado um câncer no timo, mas seu fígado não resistiu ao tratamento e ela sofreu uma hepatite medicamentosa fulminante. Mesmo doente, no hospital criou 15 pijamas coloridos para serem usado por ela, avisando aos médicos para esterilizá-los, e advertiu: “Não vou me vestir com aquela camisola com bunda de fora, jamais!”
Após a morte aos 38 anos de idade, a estilista foi enterrada no Parque das Flores, em Maceió. Seu nome está imortalizado em Maceió, que reconheceu o seu talento e criou no bairro de Jatiúca, em Maceió, um corredor cultural, numa imensa praça, onde são expostos permanentemente a história de alagoanos ilustres e ícones da cultura local. A homenagem à estilista alagoana foi aceita por unanimidade pela classe artística. 
A marca Vera Arruda, apesar de sua morte, continua a ser muito festejada por socialites brasileiras. 